# Атлас Середзем'я
Атлас Середзем'я Карен Вінн Фонстад — атлас вигаданого Дж. Р. Р. Толкієном світу Середзем'я. Він був опублікований у 1981 році після основних творів Толкіна «Хоббіт», «Володар перснів» і «Сильмариліон». Він містить багато карт із різними рівнями деталізації, від цілих земель до міст і окремих будівель, а також великих подій, таких як Битва на Пеленнорських полях. Карти згруповані за періодами, а саме за Першою, Другою та Третьою епохою Середзем'я, з розділами про Гоббіта та Володаря перснів. Останній розділ розглядає такі географічні теми, як клімат, рослинність, населення та мови навколо Середзем'я.
Атлас був тепло прийнятий вченими Толкіна, які назвали його авторизованим і магістерським, надавши, зокрема, повний набір тематичних карт Середзем'я.

## Контекст
Карен Вінн Фонстад здобула ступінь магістра з географії, спеціалізуючись на картографії, в Університеті Оклахоми та працювала директором картографічних послуг в Університеті Вісконсіна-Ошкош, перш ніж зосередилася на вихованні дітей і написанні атласів вигаданих світів.
Середзем'я — вигаданий світ, створений філологом і автором фентезі Дж. Р. Р. Толкієном і представлений у його книгах-бестселерах «Гоббіт» (1937) і «Володар перснів» (1954—1955). Толкін надав оглядові карти для кожної книги.

## Книга

### Історія видання
Атлас Середзем'я вперше був опублікований у твердій палітурці Гоутоном Міффліном у Сполучених Штатах у 1981 році. Переглянуте й оновлене друге видання було опубліковано в 1991 році після того, як Крістофер Толкін відредагував і опублікував вісім томів «Історії Середзем'я» після смерті свого батька. HarperCollins перевидало переглянуте видання в Лондоні в 1994 році, перевидавши його в 1999, 2016 і 2017 роках.

### Підхід

Фонстад порівнює Емін Муіл Гондора з Велдом Кента (на фото), оскільки він має пару звернених всередину падінь.

Атлас Середзем'я містить багато детальних карт земель, описаних у книгах Толкіна. Карти розглядаються так, ніби це справжні ландшафти, складені за правилами справжнього атласу. Для кожної області враховується історія краю, а також географія в більшому масштабі; звідти малюються карти. Обговорення Фонстада включає пропозиції щодо геології, яка могла б пояснити різні утворення, і моменти, які суперечать між кількома твердженнями. Фонстад пояснює в атласі та у своїй статті про це, як вона прийшла до такого рішення. Наприклад, вона порівнює західний Емін-Муїл з його двома хребтами з Вельдом з його парою звернених усередину низин (антикліналь).
Включено карти міста та плани поверхів важливих будівель. Наприклад, місто Мінас Тіріт нанесено на одну сторінку, головна карта дає перспективний вигляд усього міста, тоді як три вставки показують майже круглий план міста, план цитаделі у внутрішньому колі, і позначений розріз Білої вежі в центрі цитаделі. Сторінка тексту описує географію міста. Далі наведено карти важливих подій, таких як битва на Пеленнорських полях перед Мінас-Тірітом.

### Зміст
Карти впорядковано за періодами з розділами про Першу, Другу та Третю епохи Середзем'я. Один розділ охоплює регіональні карти, а короткий розділ присвячений Гоббіту. Основний розділ розповідає про дії у «Володарі перснів». Книга закінчується розділом із тематичними картами, що ілюструють рельєф, клімат, рослинність, населення та мови Середзем'я.

## Відгуки
Знавець Толкієна Верлін Фліґер записує, що вона переконала Фонстад написати для Дослідження Толкіна (Tolkien Studies) звіт про те, як вона досліджувала та створювала карти для свого Атласу Середзем'я. Фонстад, будучи серйозно хворою, відповідно підготувала свою останню статтю «Писати „ДО“ карти» в останні місяці життя. Флігер заявила: «Ми оплакуємо її смерть і шануємо її роботу». Редактор Дослідження Толкіна Девід Братман зазначає, що атлас містить історичні, геологічні та бойові карти з докладним коментарем і поясненням того, як Фонстад підійшов до завдання картографування на основі наявних доказів. Майкл Брісбуа, також у Дослідженнях Толкіна, описує атлас як «авторизований», у той час як картографи Іна Габерманн і Ніколаус Кун вважають карти Фонстад такими, що визначають географію Середзем'я. Дослідник Толкіна Люк Шелтон називає цю книгу найпопулярнішою з двох атласів Середзем'я, іншим є більш специфічний «Мандрівки Фродо» Барбари Стрейчі. На його думку, книга не ідеальна, «але вона, безумовно, корисна», не в останню чергу тому, що вона охоплює Першу та Другу епохи.
Стентор Деніелсон, дослідник Толкіна, зазначає, що Толкін не надав такої ж «детальної текстової історії» для контекстуалізації своїх карт, як він це зробив для своїх творів. Деніелсон припускає, що це сприяло тенденції серед шанувальників Толкіна розглядати його карти як «географічний факт». Він називає атлас Фонстада «магістерським» і коментує, що, як і Толкін, Фонстад працював, виходячи з припущення, що карти, як і тексти, «є об'єктивними фактами», які картограф повинен повністю узгодити. Він наводить як приклад роботу, яку вона виконала, щоб узгодити подорож компанії Торіна в «Гоббіті» з картою, чого Толкін не зміг зробити. Даніельсон пише, що, крім того, Фонстад створила «найповніший набір» тематичних карт Середзем'я, які представляють географічні дані, включаючи політичні кордони, клімат, щільність населення та маршрути персонажів або армій.